# Carlos Malheiro Dias
Carlos Malheiro Dias, também conhecido como Carlos Dias e como Carlos Malheiros Dias GOC • GCC (Cedofeita, Porto, 13 de agosto de 1875 — Campo Grande, Lisboa, 19 de outubro de 1941), foi um jornalista, cronista, romancista, contista, político e historiador português.

## Biografia
Estudou no Liceu de Lamego, na Faculdade de Direito da Universidade de Coimbra, onde apenas iniciou o curso de Direito, e na Universidade de Lisboa, onde concluiu a licenciatura no Curso Superior de Letras.
Filho de pai português, Henrique Malheiro Dias, negociante, natural do Porto e mãe brasileira, Adelaide Carolina Araújo Pereira, natural de Canguçu, partiu entre os dois países a sua vocação literária. Seguiu para o Rio de Janeiro em 1893, iniciando a sua vida literária colaborando em jornais da capital da jovem república brasileira.
A sua primeira publicação, o romance naturalista A Mulata (1896), sobre o baixo mundo do Rio de Janeiro, cuja personagem principal é uma prostituta, foi recebido violentamente pela crítica, que o considerou um insulto para a época, tendo sido adjetivado de "livro infame, em que nada do Brasil escapara ao insulto" e uma verdadeira "enxurrada de lama".
Diante da reação desfavorável, o autor voltou para Portugal, onde ingressou na política. Monárquico militante, foi Deputado entre 1897 e 1910.
Casou aos 23 anos de idade, a 31 de dezembro de 1898, na freguesia de Nespereira, do concelho de Guimarães, com Luísa de Sousa Ribeiro de Abreu, natural da freguesia de Oliveira do Castelo, filha de Domingos Luís Ribeiro, já falecido e de Maria Etelvina de Freitas Ferreira, de quem teve duas filhas e mais tarde se divorciou: Maria Adelaide de Sousa Malheiro Dias (Cedofeita, Porto, 26 de fevereiro de 1900 - ?), que casou com Duarte Moniz Pereira e Maria Luísa de Sousa Malheiro Dias (São Sebastião da Pedreira, Lisboa, 27 de outubro de 1905 - São Domingos de Benfica, Lisboa, 10 de outubro de 1989), que casou com Ramiro Guedes Correia de Campos.
Fez parte da Maçonaria, tendo entrado na loja maçónica “Luís de Camões” de Lisboa.
Com a Proclamação da República Portuguesa (1910), exilou-se voluntariamente no Brasil, onde viveu até 1935. Quando do seu retorno em 1910, a comunidade portuguesa do Rio de Janeiro ofereceu-lhe, na conceituada Confeitaria Colombo, um jantar de homenagem e de desagravo pelas hostilidades ocorridas quando da publicação do seu primeiro e polêmico romance. Compareceram políticos, escritores e representantes da classe conservadora, todos vaiados por um grupo de jornalistas, poetas e jovens intelectuais na rua do Ouvidor, à porta da Colombo, inclusive Rui Barbosa que, embora recebido em respeitoso silêncio, ao adentrar a confeitaria, ouviu o protesto do poeta Bastos Tigre, que lhe gritou: "Não sou tigre de tapete!"
A comunidade portuguesa no Brasil ofereceu-lhe, também, a moradia onde viveu, em Lisboa, na Avenida do Brasil, perto do Campo Grande, e que hoje já não existe.
A 2 de Junho de 1919 foi feito Grande-Oficial da Ordem Militar de Cristo, tendo sido elevado a Grã-Cruz da mesma Ordem a 13 de Junho do mesmo ano.
Abandonou posteriormente a ficção e passou para a historiografia e temas cívicos e políticos. Coordenou a publicação da monumental História da Colonização Portuguesa do Brasil (1921), com reconhecida maestria, em que confluíram o realismo historicista e o neorromantismo nacionalista. Junto com Frederico Barata, fundou e dirigiu a famosa revista carioca O Cruzeiro (1928), de Assis Chateaubriand. E é possível que tenha sido o autor das cartas entre tia e sobrinha, na seção "Carta de Mulher" dramatizando a tradição e a modernidade nos primeiros anos de edição da revista O Cruzeiro, sob os pseudônimos de "Iracema", a tia, e "Lucia", a sobrinha. "Iracema" era o pseudônimo de Carlos Malheiro Dias na Revista da Semana, na seção "Cartas de Mulher", no plural.
Além de ter sido diretor da revista Ilustração Portuguesa e codiretor de O Domingo Ilustrado (1925-1927), colaborou em diversas publicações periódicas, nomeadamente nas publicações periódicas Branco e Negro (1896-1898), Brasil- Portugal (1899-1914), Serões (1901-1911), Revista do Conservatório Real de Lisboa (1902), Atlantida (1915-1920), Contemporânea (1915-1926), Homens Livres (1923), Lusitânia (1924-1927), Feira da Ladra (1929-1943) e no Boletim do Sindicato Nacional dos Jornalistas (1941-1945).
Foi também um dos fundadores da Academia Portuguesa de História (1936), considerada sucessora da Academia Real de História Portuguesa. Foi membro-correspondente da Academia Brasileira de Letras (ABL), sucedendo a Eça de Queiroz. Romancista, contista e cronista, é considerado um dos maiores e mais talentosos escritores portugueses da geração seguinte à do autor de O primo Basílio.
Faleceu aos 66 anos, vitimado por uma broncopneumonia, na Avenida Alferes Malheiro, número 19, freguesia de Campo Grande, em Lisboa. Esteve primeiramente sepultado no Cemitério do Lumiar, sendo trasladado a 31 de Julho de 1942 para o Cemitério da Atouguia, em Guimarães, sendo cumprida a sua última vontade.

## Obras
- 1895 - Cenários - Fantasias sobre a História Antiga (romance e novela)
- 1896 - A Mulata (romance e novela)
- 1897 - Corações de Todos (teatro)
- 1900 - O Filho das Ervas (romance e novela)
- 1901 - Os Teles de Albergaria (romance e novela)
- 1902 - A Paixão de Maria do Céu (romance e novela)
- 1905 - O Grande Cagliostro (romance e novela)
- 1907 - A Vencida (conto)
- 1913 - Inimigos (teatro)
- 1913 - O Estado Atual da Causa Monárquica
- 1916 - A verdade nua
- 1919 - A Esperança e a Morte
- 1921/4 - História da Colonização Portuguesa no Brasil
- 1924 - Exortação à Mocidade
- 1925 - O Piedoso e o Desejado
- 1934 - Pensadores brasileiros (pequena antologia)